# Sentimental Value
Sentimental Value (norska: Affeksjonsverdi) är en norsk dramakomedifilm från 2025. Den är regisserad av Joachim Trier efter ett manus skrivet av Trier och Eskil Vogt.
Filmen hade världspremiär maj 2025 på filmfestivalen i Cannes, där den visades i tävlan om Guldpalmen. Filmen vann juryns stora pris.
Filmen har svensk premiär den 26 september 2025.

## Handling
Filmen handlar om Nora och hennes syster Agnes som sörjer förlusten av sin mamma och förbereder sig på pappa Gustavs återkomst i deras liv. Gustav har skrivit ett manus och erbjudit huvudrollen till sin dotter Nora, men hon tackar kategoriskt nej till rollen.

## Rollista (i urval)
- Renate Reinsve – Nora
- Inga Ibsdotter Lilleaas – Agnes
- Stellan Skarsgård – Gustav
- Elle Fanning – Rachel
- Cory Michael Smith – Sam
- Jesper Christensen – Michael
- Jonas Jacobsen – Anders
- Catherine Cohen – Nicky
- Anders Danielsen Lie – Jakob
- Lars Väringer – Peter